# Зеленоборский
Зеленобо́рский — посёлок городского типа в Кандалакшском районе Мурманской области. Административный центр одноимённого городского поселения.
Население — 3628 чел. (2023).

## География
Посёлок расположен в 50 км южнее Кандалакши, на берегу губы Княжая (Княжья) Кандалакшского залива Белого моря и входит в Кандалакшский район Мурманской области. По части посёлка Лесобиржа протекает река Княжая.
Окрестности Зеленоборского богаты природными ресурсами. В Княжегубском водохранилище водится щука, сиг, окунь, голец. В Княжей губе водится камбала, сельдь, треска, лосось, форель. Встречаются тюлени и морские котики. Множество разнообразных птиц гнездится и выводит потомство на песчаных берегах. Близлежащие леса славятся морошкой, черникой, брусникой и грибами. На берегах залива часто попадаются выходы голубой глины, как печной, так и косметической.
Включён в перечень населенных пунктов Мурманской области, подверженных угрозе лесных пожаров.

## История
Посёлок основан в 1951 году в связи со строительством Княжегубской ГЭС. Статус посёлка городского типа — с 1952 года. Деревообрабатывающий завод вступил в строй в 1960 году. Производит доски различного назначения, оконные и дверные блоки, древесностружечные плиты, плинтуса, наличники и другие изделия. В 1970 году проживало 10 тыс. жителей.

## Население
| 1959  | 1970    | 1979    | 1989  | 2002  | 2009  |
| ----- | ------- | ------- | ----- | ----- | ----- |
| 9000  | ↗10 224 | ↘10 122 | ↘9643 | ↘7640 | ↘6795 |
| 2010  | 2011    | 2012    | 2013  | 2014  | 2015  |
| ↘6560 | ↘6521   | ↘6339   | ↘6189 | ↘6034 | ↘5939 |
| 2016  | 2017    | 2018    | 2019  | 2020  | 2021  |
| ↘5846 | ↘5747   | ↘5575   | ↘5467 | ↘5325 | ↘3768 |
| 2023  |         |         |       |       |       |
| ↘3628 |         |         |       |       |       |

Гендерный состав
По данным Всероссийской переписи населения 2010 года 52,3 % мужчин и 47,7 % женщин.

## Экономика
Основным градообразующим предприятием является Княжегубская ГЭС.
Также функционирует ФКУ КП-20 (федеральное казённое учреждение "Колония-поселение № 20 Управления Федеральной службы исполнения наказаний по Мурманской области"), до 2015 года являвшаяся колонией общего режима.

## Транспорт
Через поселок проходит автодорога федерального значения Санкт-Петербург — Мурманск и Октябрьская железная дорога Санкт-Петербург — Мурманск. Железнодорожная станция Княжая расположена в нескольких километрах западнее.

## Искусство и культура
- В Зеленоборском в 2008 году режиссёром Николаем Досталем проводились съёмки кинофильма «Петя по дороге в царствие небесное», получившего Первую премию Московского международного фестиваля. Здесь режиссёр нашёл постройки, характерные для 1950-х годов. Многие жители посёлка снимались в массовке[23][24][25].